# Joué-lès-Tours
Joué-lès-Tours là một xã thuộc tỉnh Indre-et-Loire trong vùng Centre-Val de Loire ở miền trung nước Pháp.